# Leões Livres de Rashaida
Os Leões Livres de Rashaida (em inglês:  Rashaida Free Lions, em árabe: al-usud al-hurra, الأسود الحُرة) foram um grupo armado do povo rashaida que operou nas regiões orientais do Sudão. Os Leões Livres foram formados em novembro de 1999 por Mabrouk Mubarak Salim.
Embora as queixas políticas articuladas pelos Leões Livres, tais como as dos seus aliados no Congresso de Beja, envolvam os efeitos dos grandes esquemas agrícolas mecanizados sobre a vida tradicional, o ato que mobilizou os rashaidas à ação foi o confisco governamental de 400 veículos que o governo do Kuwait lhes tinha dado em agradecimento por seu apoio político em 1991 durante a Guerra do Golfo. Os rashaidas imigraram da Arábia Saudita apenas no final do século XIX e têm laços familiares extensos com o Kuwait. 
Em março de 2005, os Leões Livres concordaram em uma aliança com o mais amplo Congresso de Beja sob a égide da Frente Oriental. Embora a Frente Oriental mais tarde tenha se juntado ao Movimento Justiça e Igualdade, os Leões Livres nunca ganharam uma ampla base de apoio entre seu povo e contaram com sua habilidade como empresários e contrabandistas - bem como com o apoio da Eritreia - para financiar suas atividades. No final, seus laços com os parlamentares kuwaitianos desempenharam um grande papel na mediação do acordo de paz de outubro de 2006 entre a Frente Oriental e o governo sudanês.